# Platalea
Platalea is een geslacht van vogels uit de familie van de ibissen en lepelaars (Threskiornithidae). De wetenschappelijke naam van het geslacht werd in 1758 gepubliceerd door Carl Linnaeus in de tiende editie van Systema naturae.

## Soorten
Het geslacht omvat de volgende soorten:
- Platalea ajaja – Rode lepelaar
- Platalea alba – Afrikaanse lepelaar
- Platalea flavipes – Geelsnavellepelaar
- Platalea leucorodia – Lepelaar
- Platalea minor – Kleine lepelaar
- Platalea regia – Koningslepelaar